# Типографский мост
Типографский мост — самый длинный деревянный пешеходный мост России (сертификат № 01133 «Книги рекордов России»). Расположен в черте города Киржач Владимирской области России и является одной из его достопримечательностей. Длина сооружения составляет 555 метров — на несколько метров больше деревянного моста в городе Белорецк (разрушен в 2019 году).
Мост был построен в 2016 году и связал два значимых для города микрорайона: центр города в районе ул. Гагарина и микрорайон мебельной фабрики в районе ул. Магистральной. Своё название «Типографский» получил в честь профинансировавшей его строительство Киржачской типографии, а открытие моста специально приурочили к 85-летию предприятия — 6 августа 2016 г.
Идея и проект строительства моста принадлежат её генеральному директору Евгению Фёдорову. Строительные работы на территории произвела бригада строителей под руководством братьев Шершиловых. Садовую мебель изготовила бригада аргунов-резчиков, под руководством потомственного плотника — Гашина Михаила. Деревянная скульптура выполнена киржачским художником и скульптором Корком Николаем Николаевичем — это была его последняя работа. Благоустройством территории руководили Андрей и Анастасия Романовы. Реализация проекта, включая «облагораживание» прилегающей территории, обошлась в 5 млн рублей. В частности, на «типографской» стороне моста обустроен сквер под названием «Александровский сад» с концертной площадкой, детским городком, прогулочными дорожками, искусственным прудом.
Типографский мост стал частью единого туристического пространства Киржача. Кроме него, в комплекс входят музейно-парковая зона «Вшивая горка», военно-исторический комплекс «Рубеж 12», смотровая площадка «Зайчушка».
После паводка 2018 года был заменен шестнадцатиметровый пролёт моста над основным руслом реки.